# 青岛沧口学校
36°11′04″N 120°22′29″E / 36.18444°N 120.37472°E

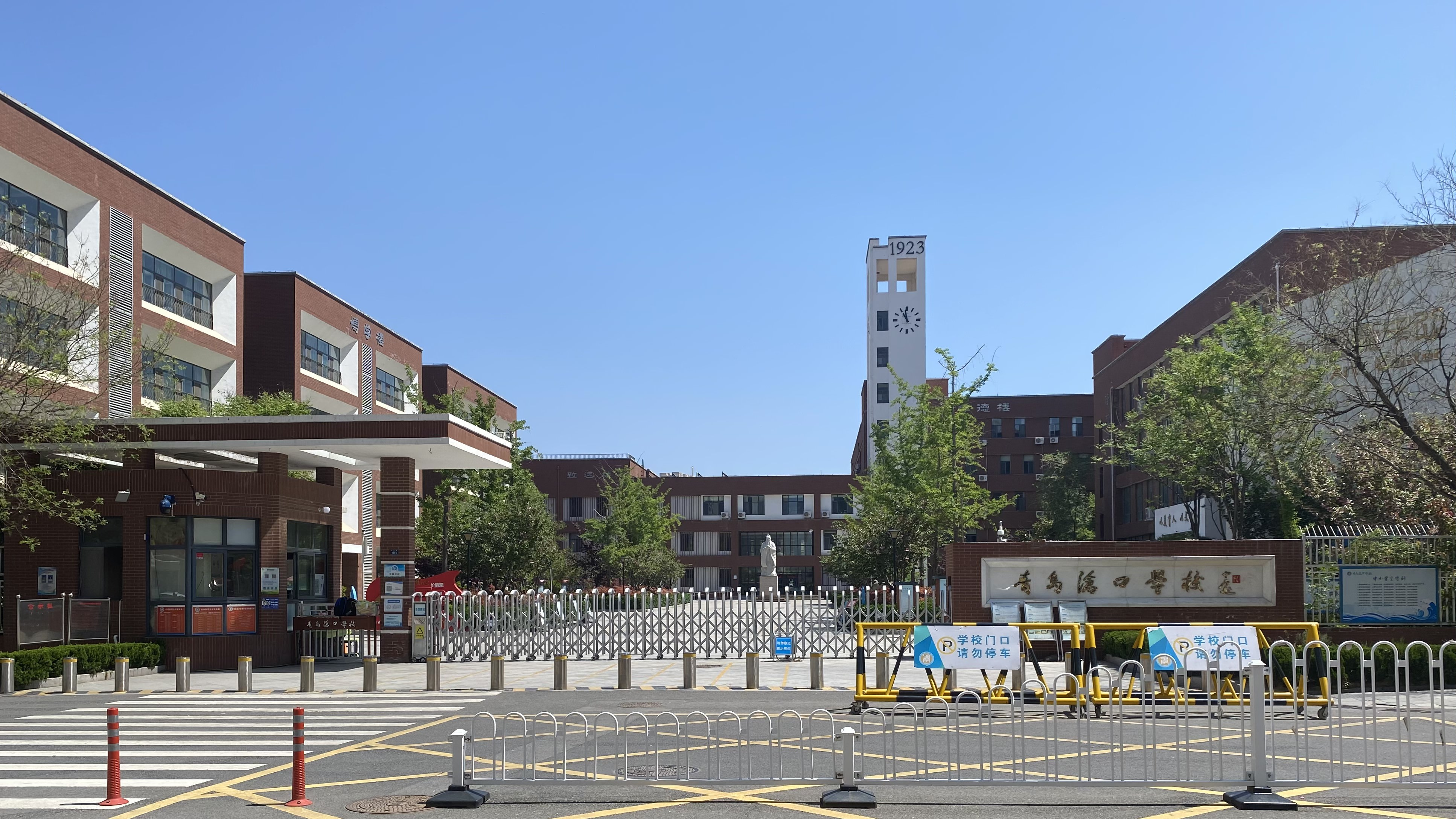
青岛沧口学校，2024年4月

青岛沧口学校是位于中国山东省青岛市李沧区临汾路101号的一所九年一贯制学校，其前身为山东省青岛市第二十二中学，创建于1956年，校址位于四流中路113号，原为初中，2014年改制并迁至现址。

## 校史
1956年春，青岛市教育局设立山东省青岛市第二十二中学，同年暑期招收初中新生16个班，9月借用永平路小学教室开学。同年11月迁至青岛三中原校址（沧口日本寻常高等小学校旧址），纳入三中2个初三班和3个初二班，学生总数1100人。1973至1998年间，该校设有高中部，最初为二年制高中，1982年改为三年制。1984年该校由青岛市体委挂牌“体育传统项目学校”（排球）。该校曾开办校办工厂青岛气动原件厂。1991年，该校有学生1441人，教师166人。2014年9月，青岛二十二中整体搬迁至临汾路新校址，改制为九年一贯制学校，改名青岛沧口学校。
该校拥有“山东省艺术教育特色学校”、“青岛市高水平现代化学校”、“李沧区教育质量优秀单位”等荣誉称号。

## 校舍
青岛二十二中位于四流中路113号的校址原为建于1923年的沧口日本寻常高等小学校，有东大楼（教学楼）、北楼及北礼堂（曾用作校办工厂）。1973年建成南大楼。1987年北楼改造。1992年11月，东大楼拆除。1993年10月，新教学楼验收使用。2002年，校舍占地面积8935平方米，建筑面积7680平方米。
青岛沧口学校现校址建于2013-2014年。占地4万平方米，建筑面积3.6万平方米，拥有室内体育场、游泳池、学术报告厅及可同时容纳1500人就餐的餐厅。